# St. Johannes der Täufer (Rinkam)

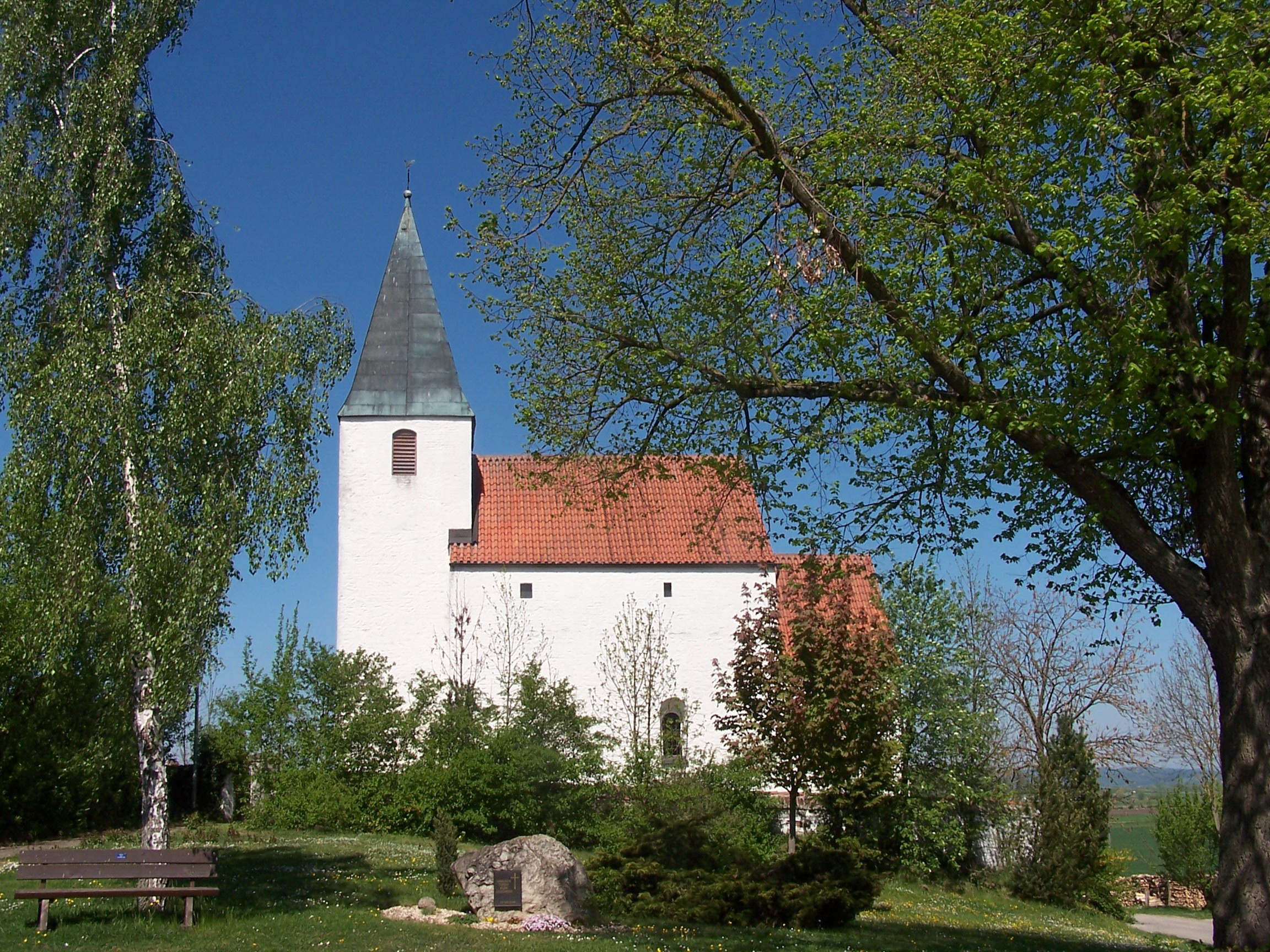
St. Johannes der Täufer (Rinkam)

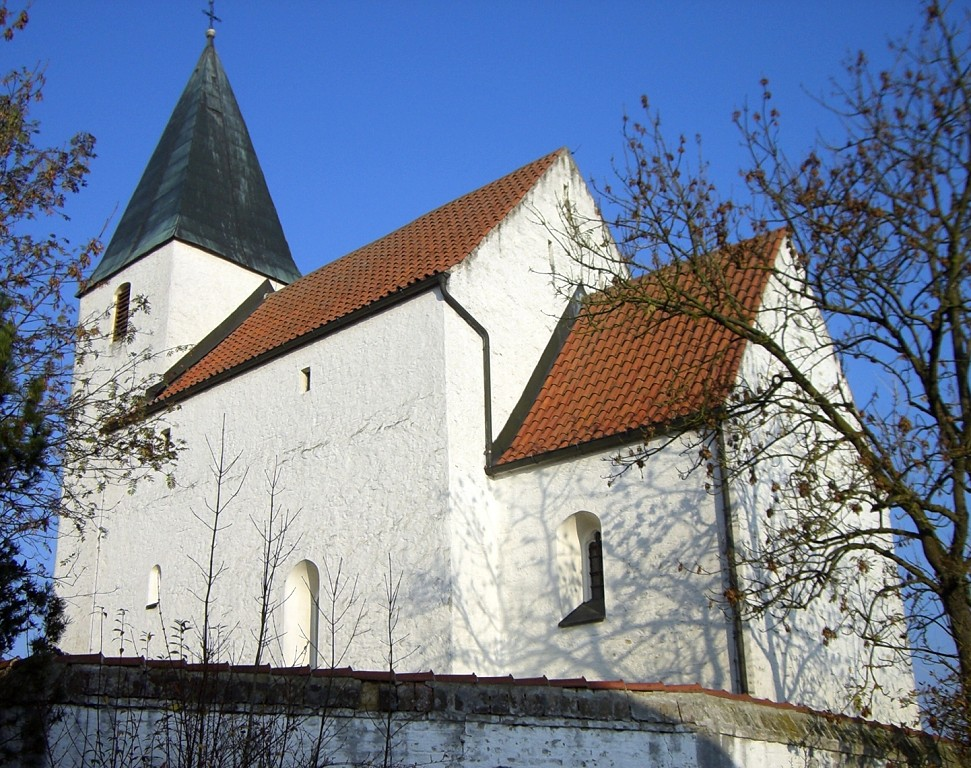
Südostansicht

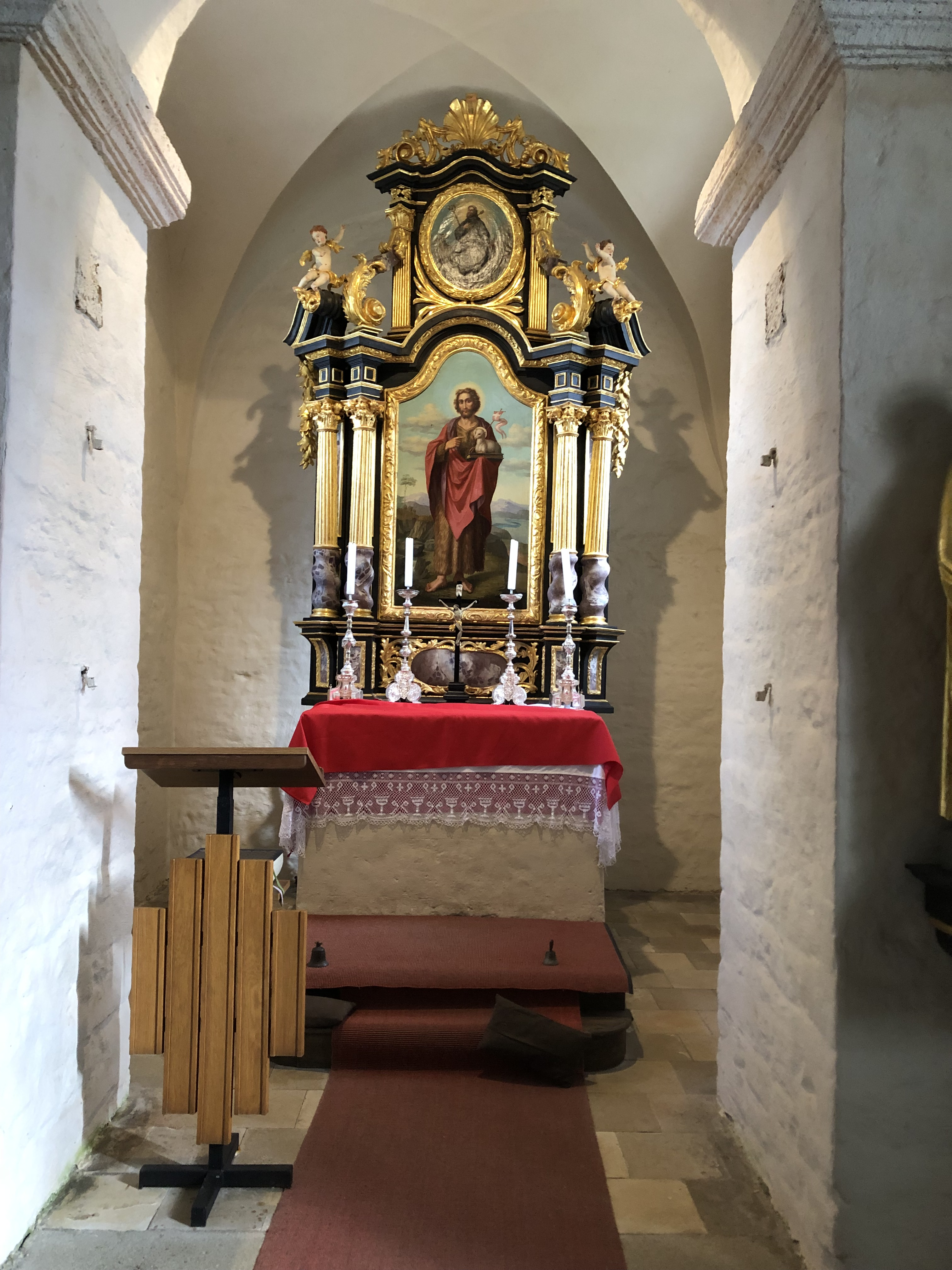
Altar der Kirche

Die römisch-katholische Filialkirche St. Johannes der Täufer ist eine romanische Landkirche mit profanem Obergeschoss im Ortsteil Rinkam von Atting im niederbayerischen Landkreis Straubing-Bogen. Sie gehört zur Pfarrei Atting im Dekanat Straubing des Bistums Regensburg.

## Geschichte
Die romanische Kirche wurde um 1150 erbaut und gehört zu den ältesten Kirchen im Landkreis Straubing-Bogen. Diese Kirche war einst die Kapelle eines Edelsitzes. In gotischer Zeit wurde ein Obergeschoss auf das Schiff aufgesetzt, auch der Turm auf der Westseite wurde erst in nachromanischer Zeit ausgebaut. Das Bauwerk wurde in den Jahren 1965/1966 restauriert.

## Architektur
Das kleine Kirchenbauwerk steht auf einem Hügel. Der Chor und das Schiff sind aus einem Mauerwerk unter Verwendung von Sandstein-Kleinquadern erbaut, das Obergeschoss besteht aus Backstein. Der Westturm ist nach Süden aus der Achse des Schiffs gerückt. Der eingezogene Chor ist annähernd quadratisch und wird durch ein Kreuzgratgewölbe abgeschlossen. Die schmale Öffnung des Chorbogens ist mit profilierten Kämpfern versehen. In der Stirnmauer des Schiffes wird der Chorbogen durch zwei am Boden ansetzende, tiefe Rundbogennischen flankiert, die vermutlich einst zur Aufbewahrung von Paramenten und liturgischem Gerät dienten.
Die beiden Joche des Schiffes sind sehr verschieden gestaltet. Das östliche Hauptjoch ist mit einem Kreuzgewölbe abgeschlossen. Das Westjoch ist nur etwa halb so tief und mit einem querliegenden Tonnengewölbe überdeckt. Dieses Joch war einst von einer Empore ausgefüllt, die ursprünglich direkt von außen, nach Anfügung des Turmes aber durch diesen zugänglich ist. Der breite Gurtbogen, der beide Joche voneinander trennt, wurde erst nach Entfernung der Empore in der Barockzeit eingefügt. Durch den Turm ist das niedrige profane Obergeschoss zugänglich, das mit einer Balkendecke abgeschlossen ist und von schießschartenähnlichen Fenstern erhellt wird. Durch diese ungewöhnliche Gestaltung wird das Bauwerk als Wehrkirche angesehen, der obere Teil diente vermutlich zur Aufbewahrung von Vorräten und als Zufluchtsort. Diese profane Teilnutzung eines sakralen Bauwerks lässt einen allmählichen Sinneswandel in Bezug auf die „Heiligkeit“ des Kirchengebäudes erkennen: Bis zum späten Mittelalter wurde die profane Überbauung eines sakralen Raumes nach Möglichkeit vermieden und stattdessen ein Kapellenerker eingebaut.